# Phare de Ponta da Barca
Le phare de Ponta da Barca est un phare situé sur le promontoire de Ponta da Barca, dominant la baie de Ponta da Barca, dans la municipalité de Santa Cruz da Graciosa, sur la côte nord-ouest de l'île de Graciosa (Archipel des Açores - Portugal).
Il est géré par l'autorité maritime nationale du Portugal à Oeiras (Grand Lisbonne).

## Histoire
Le Plan général des phares de 1883, documente la nécessité d'installer un phare sur le Pico Negro, un cône volcanique situé à 500 mètres au sud-est de Ponta da Barca. Les difficultés d'accessibilité et les problèmes de cette zone de lapilli ont amené les planificateurs à conclure que Ponta da Barca serait plus appropriée pour cette construction. La Commission des phares et balises' l'a accepté en 1902 et ce n'est qu'en 1927 que les travaux ont démarré. Le système optique et la lanterne ont été achetés en France.
Le phare a été mis en service le 1er février 1930, avec un système optique dioptrique de troisième ordre, d'une distance focale de 500 millimètres.
En 1935, isolé sur côte nord-ouest de Graciosa, le phare a bénéficié de la construction d'une route d'accès par le gouvernement de district d'Angra do Heroísmo pour relier le phare à Santa Cruz de Graciosa.
Le bâtiment d'origine du phare était composé de deux logements pour les gardiens de phare. Après 1952, un troisième bâtiment, puis un quatrième ont été ajoutés, afin de pouvoir loger quatre gardiens de phare. Le phare a été électrifié en 1958, avec le montage de deux groupes de générateurs, la balise a été améliorée avec une lampe à incandescence de 3.000 watts/110 volts, avec une portée de 41 milles marins (environ 76 km). Dans les années 1980, la lampe a été remplacée par une ampoule de 1.000 watts/120 volts, réduisant la luminosité et la portée à 20 milles marins (environ 37 km). Le phare a été relié au réseau électrique public en 1999, et il a été automatisé en même temps.
Le phare de Ponta da Barca est aujourd'hui la tour la plus haute des Açores, dans cette zone de fortes intempéries. En 1978, une intense tempête a causé de gros dégâts dans cette station de signalisation. Le tremblement de terre du 1er janvier 1980 a aussi causé des dommages au phare avec des glissements de terrain autour de la falaise.
Identifiant : ARLHS : AZO011 ; PT-797 - Amirauté : D2676 - NGA : 23500.
|          |
| Le phare |

### Lien connexe
- Liste des phares des Açores